# DTS

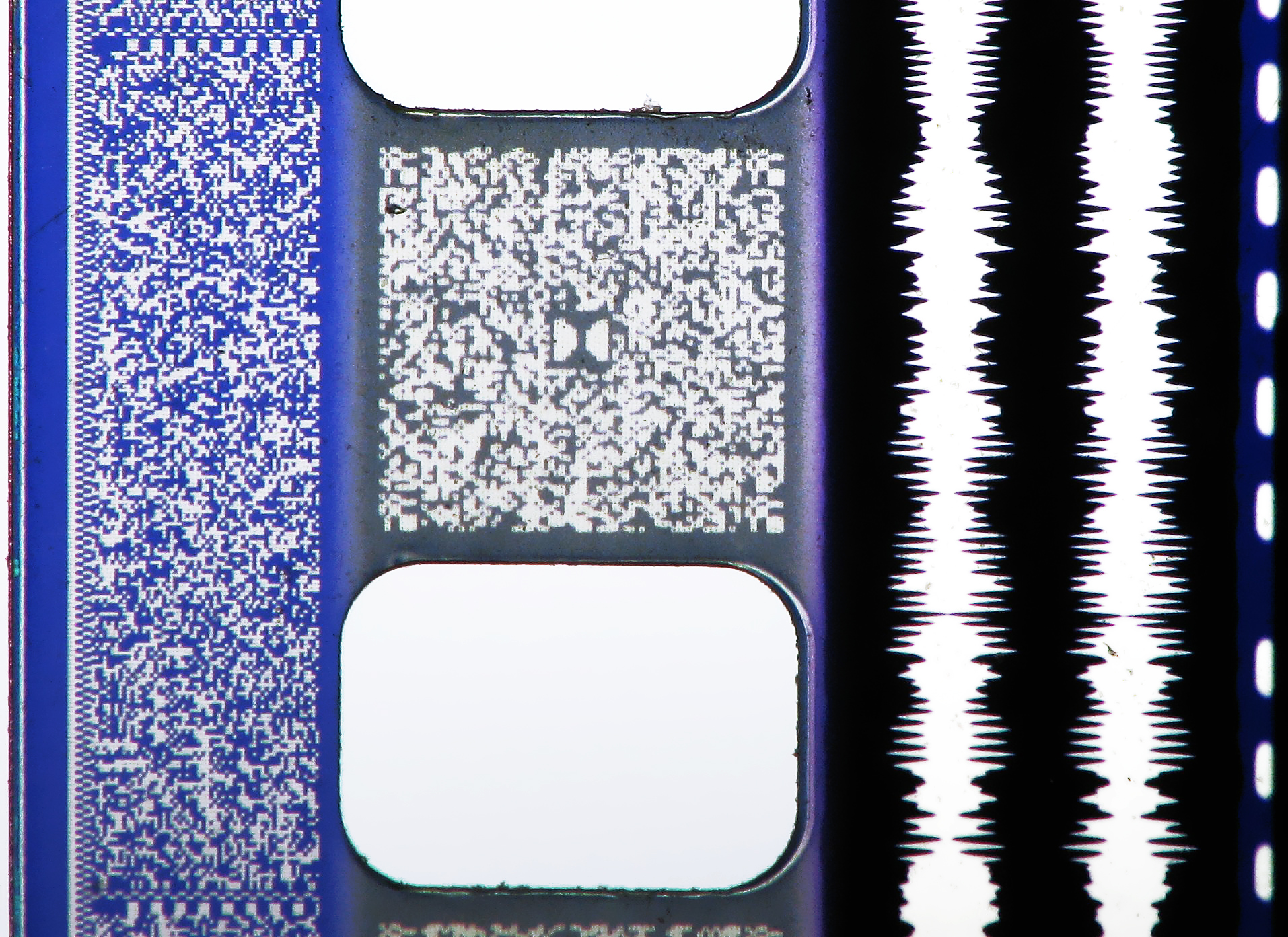
Фильмокопия с тремя совмещёнными оптическими фонограммами разных систем. Слева направо расположены: SDDS, Dolby Digital (на межперфорационных перемычках), традиционная аналоговая фонограмма и код синхронизации фонограммы DTS в виде пунктира

DTS, Digital Theater System (рус. Цифровая Театральная Система) — семейство систем цифровой многоканальной звукозаписи, созданное компанией «Digital Theater System» для демонстрации цифровых фонограмм в кинотеатрах синхронно с прокатными фильмокопиями. DTS конкурирует со стандартом совмещённых фонограмм Dolby Digital, печатаемых непосредственно на межперфорационных перемычках фильмокопий. Кроме сопровождения плёночных фильмокопий, обе системы (DTS и Dolby Digital) в упрощённом виде используются на оптических видеодисках для домашнего просмотра. В DTS используется меньший уровень сжатия, чем в Dolby, но абсолютного превосходства нет ни у одной из систем. Споры о преимуществах DTS или Dolby Digital не прекращаются по сей день. Формат DTS Stereo практически идентичен Dolby Surround. DTS поддерживает кодирование как 5.1-канального, так и 7.1-канального звука.
Изначально максимальный битрейт DTS в домашних театрах достигал 1,5 Мбит/с, что превосходило аналогичный показатель Dolby Digital. Позднее максимальный битрейт в DTS был расширен до 24,5 Мбит/с.

## История
Одним из первоначальных инвесторов компании Digital Theater System был режиссёр Стивен Спилберг, считавший, что вплоть до основания компании форматы звука были несовременными и, в результате, неоптимальными для использования в проектах, где качество звука имело первостепенное значение. Работа над форматом началась в 1991 году, спустя 4 года после того, как компания Dolby Laboratories начала работу над своим новым кодеком Dolby Digital.
Наибольшее распространение получил формат DTS 5.1, похожий на Dolby Digital и кодирующий шесть каналов звука (5.1): три фронтальных канала (полный диапазон), два канала окружения (80-20000) в них же прописана дорожка до 80 hz для сабвуфера (LFE, англ. low frequency effects; низкочастотный излучатель).
Кодер и декодер поддерживают многочисленные комбинации каналов: стерео, четыре канала, четыре канала и LFE — такие саундтреки выпускаются на коммерческой основе на DVD, CD и Laserdisc. При использовании DTS в кинотеатрах звук, записанный на CD-диске, синхронизируется с изображением при помощи временны́х меток, отпечатанных на фильмокопии в пространстве между аналоговой оптической фонограммой «Dolby SR» и изображением. Разновидности формата DTS, предназначенные для кинотеатров и для бытовых устройств, сильно отличаются по алгоритмам кодирования и по степени сжатия.
DTS-ES — разновидность формата DTS, поддерживающая до 7 первичных каналов и один низкочастотный канал (LFE).
Альтернативами (конкурентами) формата DTS при кодировании многоканального аудио остаются форматы Dolby Digital и SDDS. На DVD и в домашних кинотеатрах используются только DTS и Dolby Digital.
Формат DTS впервые использовался в 1993 году для кодирования звука фильма Стивена Спилберга «Парк юрского периода». Формат Dolby Digital впервые использовался в 1992 году (за год до этого) для кодирования звука театральной версии фильма «Бэтмен возвращается». В 1995 году на Laserdisc был выпущен фильм «Прямая и явная угроза»; звук на диске был закодирован в формате Dolby Digital — это был первый случай использования Dolby Digital для домашнего просмотра. В 1997 году фильм «Парк юрского периода» был выпущен на Laserdisc, содержащим звук в формате DTS — это был первый случай использования DTS для домашнего просмотра.

## Разновидности DTS
| Сводная таблица форматов DTS, используемых в Blu-ray и HD DVD | Сводная таблица форматов DTS, используемых в Blu-ray и HD DVD | Сводная таблица форматов DTS, используемых в Blu-ray и HD DVD | Сводная таблица форматов DTS, используемых в Blu-ray и HD DVD | Сводная таблица форматов DTS, используемых в Blu-ray и HD DVD | Сводная таблица форматов DTS, используемых в Blu-ray и HD DVD | Сводная таблица форматов DTS, используемых в Blu-ray и HD DVD | Сводная таблица форматов DTS, используемых в Blu-ray и HD DVD | Сводная таблица форматов DTS, используемых в Blu-ray и HD DVD | Сводная таблица форматов DTS, используемых в Blu-ray и HD DVD | Сводная таблица форматов DTS, используемых в Blu-ray и HD DVD |
|                                                               |                                                               |                                                               | Blu-ray Disc                                                  | Blu-ray Disc                                                  | Blu-ray Disc                                                  | Blu-ray Disc                                                  | HD DVD                                                        | HD DVD                                                        | HD DVD                                                        | HD DVD                                                        |
| Формат                                                        | Тип сжатия                                                    | Разрешение / частота дискретизации                            | Статус                                                        | Каналы (макс.)                                                | Выходы                                                        | Скорость потока (bitrate), макс.                              | Статус                                                        | Каналы (макс.)                                                | Выходы                                                        | Скорость потока (bitrate), макс.                              |
| ------------------------------------------------------------- | ------------------------------------------------------------- | ------------------------------------------------------------- | ------------------------------------------------------------- | ------------------------------------------------------------- | ------------------------------------------------------------- | ------------------------------------------------------------- | ------------------------------------------------------------- | ------------------------------------------------------------- | ------------------------------------------------------------- | ------------------------------------------------------------- |
| DTS-HD Master Audio                                           | Без потерь                                                    | 24 бит/96 кГц                                                 | Доп.                                                          | 7,1                                                           | 7,1                                                           | 24,5 Мбит/с                                                   | Доп.                                                          | 7,1                                                           | 7,1                                                           | 18 Мбит/с                                                     |
| DTS-HD High Resolution Audio                                  | С потерями                                                    | 24 бит/96 кГц                                                 | Доп.                                                          | 7,1                                                           | 7,1                                                           | 6,0 Мбит/с                                                    | Доп.                                                          | 7,1                                                           | 7,1                                                           | 3,0 Мбит/с                                                    |
| DTS Digital Surround                                          | С потерями                                                    | 16 бит/48 кГц                                                 | Доп.                                                          | 5,1                                                           | 5,1                                                           | 1,5 Мбит/с                                                    | Доп.                                                          | 5,1                                                           | 5,1                                                           | 1,5 Мбит/с                                                    |
| DTS Digital Surround ES                                       | С потерями                                                    | 16 бит/48 кГц                                                 | Доп.                                                          | 6,1                                                           | 6,1                                                           | 1,5 Мбит/с                                                    | Доп.                                                          | 6,1                                                           | 6,1                                                           | 1,5 Мбит/с                                                    |
| DTS Digital Surround 96/24                                    | С потерями                                                    | 24 бит/96 кГц                                                 | Доп.                                                          | 5,1                                                           | 5,1                                                           | 1,5 Мбит/с                                                    | Доп.                                                          | 5,1                                                           | 5,1                                                           | 1,5 Мбит/с                                                    |
| DTS Digital Surround                                          | С потерями                                                    | 16 бит/48 кГц                                                 | Обязат.                                                       | 5,1                                                           | 2,0                                                           | 1,5 Мбит/с                                                    | Обязат.                                                       | 5,1                                                           | 2,0                                                           | 1,5 Мбит/с                                                    |
| DTS Express                                                   | С потерями                                                    | 16 бит/48 кГц                                                 | Обязат.                                                       | 5,1                                                           | 5,1                                                           | 256 кбит/с                                                    | Обязат.                                                       | 2,0                                                           | 2,0                                                           | 256 кбит/с                                                    |

Компания Digital Theater System, кроме 5.1-канального кодека DTS Surround, имеет несколько технологий, способных конкурировать с аналогичными технологиями компании Dolby Laboratories. Основными новыми технологиями являются следующие.

### DTS-ES
DTS ES — формат с дополнительным центральным тыловым каналом, который благодаря потенциальным возможностям DTS может быть как матричным — DTS ES Matrix 6.1 (центральный тыловой канал кодируется матричным методом в два тыловых канала и восстанавливается при воспроизведении), так и независимым информационно несущим каналом — DTS ES Discrete 6.1 (использует свой большой диапазон частот для создания полностью независимого центрального тылового канала).

### DTS Neo:6
Технология DTS Neo:6 (как и Dolby’s Pro Logic II system) создана для преобразования 2-канального (стерео) звука в 5.1- или 6.1-канальный звук.

### DTS 96/24
Формат DTS 96/24 позволяет кодировать 5.1-канальный звук с частотой дискретизации 96 кГц и глубиной 24 бита для дисков DVD Video с высококачественным видео. До изобретения DTS 96/24 на DVD Video можно было кодировать только 2‑канальный звук с частотой дискретизации 96 кГц и глубиной 24 бита. Кроме того, данные в формате DTS 96/24 можно разместить в видеозоне на дисках DVD Audio и таким образом сделать эти диски проигрываемыми на всех DTS-совместимых плеерах DVD.

### DTS-HD High Resolution Audio
DTS-HD High Resolution Audio — формат, созданный для поддержки HD Audio, расширение оригинального формата DTS. Поддерживает кодирование 7.1-канального звука с частотой дискретизации 96 кГц и глубиной 24 бита. Выбран в качестве опционального формата для Blu-ray Disc и HD DVD с постоянными битрейтами (скоростями) до 6,0 Мбит/с и 3,0 Мбит/с, соответственно. Может служить альтернативой формата DTS-HD Master Audio, когда недостаточно места на диске.

### DTS-HD Master Audio
Формат DTS-HD Master Audio, ранее известный как DTS++, обеспечивает побитную идентичность звука оригиналу, может использоваться для кодирования аудио с битрейтом, значительно превышающим битрейт звука стандартных DVD.
Технические характеристики формата DTS-HD Master Audio:
- максимальный битрейт аудио со сжатием без потерь ограничен 24,5 Мбит/с для дисков Blu-ray и 18,0 Мбит/с для HD DVD;
- поддержка до 7.1 каналов звука с частотой дискретизации 96 кГц и глубиной 24 бита;
- для пяти каналов частота дискретизации может достигать 192 кГц при глубине 24 бита;
- возможность перераспределения каналов при настройке громкоговорителей 7.1-канальной системы;
- совместимость со старым оборудованием, поддерживающим DTS, за счёт включения в формат «ядра» формата DTS 5.1; возможность доставки 6 каналов звука с максимальным для обычных DVD разрешением.

По состоянию на апрель 2008 года японская версия[чего?] (Pioneer BDP-LX80 и Samsung BD-P1400, после обновления прошивки) поддерживает цифровой вывод формата[какого?], а также игровая приставка PlayStation 3 поддерживает декодирование формата[какого?] и вывод его в PCM.
DTS-HD Master Audio и Dolby TrueHD — единственные технологии сжатия звука без потерь для Blu-ray и HD DVD. Все плееры Blu-ray и HD DVD могут декодировать «ядро» DTS с разрешением 1,5 Мбит/с.

### DTS Connect
DTS Connect — система, предназначенная для кодирования звука со всех приложений, запущенных на компьютере, в один многоканальный поток формата DTS Digital Surround и его вывод через S/PDIF.
DTS NEO:PC является компонентом DTS Connect и предназначен для создания виртуального объёмного 6-канального звука из 2-канальных (стерео) источников. Используется в персональных компьютерах.
DTS Interactive — компонент DTS Connect, кодирующий аудиопотоки в реальном времени. Используется в аппаратных проигрывателях и кодерах.

### Другое
DTS Surround Sensation — относительно новая разработка, ранее известная как DTS Virtual. Позволяет воспроизводить виртуальный объёмный 5.1-канальный звук через стандартные наушники.
DTS Sound Unbound — приложение для Windows 10, предназначенное для геймеров, которые хотят получить в играх трехмерный звук в наушниках, даже если те изначально не предполагали воспроизведение объемного звука.